# Das tödliche Dreieck
Das tödliche Dreieck (Originaltitel Hanover Street) ist ein britisches Kriegsdrama aus dem Jahr 1979. Regie führte Peter Hyams, der auch das Drehbuch schrieb.

## Handlung
Der US-amerikanische Bomberpilot David Halloran dient während des Zweiten Weltkriegs in Großbritannien. Er lernt im Jahr 1943 die Armeekrankenschwester Margaret Sellinger kennen, in die er sich verliebt. Margaret ist mit dem britischen Geheimdienstoffizier Paul Sellinger verheiratet und hat eine minderjährige Tochter.
Halloran und Paul Sellinger werden gemeinsam auf eine geheime Mission in Frankreich geschickt. Sie freunden sich an – zuerst nicht wissend, dass sie Rivalen sind. Halloran erkennt, wie sehr Sellinger seine Frau liebt und verzichtet am Ende auf die Beziehung.

## Kritiken
Vincent Canby schrieb in der New York Times vom 18. Mai 1979, der Film sei – unfreiwillig – ähnlich komisch wie eine Spionagekomödie von Woody Allen. Die Klischees seien allgegenwärtig. Die Filmmusik klinge derart himmlisch, dass der Zuschauer vermute, er sei bereits tot.
Das Lexikon des internationalen Films schrieb, der „gediegen inszenierte, jedoch kaum spannende melodramatische Abenteuerfilm“ verharmlose „mit viel äußerem Aufwand den Krieg“ und benutze ihn „lediglich als Hintergrund einer Männerfreundschaft“. Er sollte das Gefühl der „verlorenen Generation“ vermitteln, von diesem Vorhaben bleibe jedoch lediglich „gepflegt inszenierte Langeweile“.

## Auszeichnungen
Patsy Kensit wurde im Jahr 1980 für den Young Artist Award nominiert.

## Hintergründe
Der Film wurde in den Elstree Film Studios in Borehamwood und in Woodstock (Oxfordshire), sowie auf der ehemaligen Basis der Royal Air Force von Bovingdon gedreht. Er spielte in den Kinos der Vereinigten Staaten ca. 3 Millionen US-Dollar ein.